# 南部アフリカ開発共同体

南部アフリカ開発共同体の旗

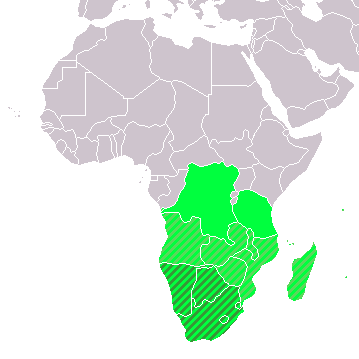
南部アフリカ開発共同体加盟国

南部アフリカ開発共同体（なんぶアフリカかいはつきょうどうたい、英：Southern African Development Community、略：SADC）は、南部アフリカ開発調整会議を改組し、1992年に設立された地域機関である。

## 概要
ボツワナの首都ハボローネに事務局を置き、加盟国間の経済統合や域内安全保障を目指している。
2008年に東アフリカ共同体、東南部アフリカ市場共同体とともにアフリカ自由貿易地域を創設した（アフリカ大陸自由貿易協定とは別物）。

## 成立までの経緯
- 1975年、白人国家ローデシアやアパルトヘイト体制の南アフリカ共和国と対決するフロントライン諸国（英語版）（FLS）がボツワナ、タンザニア、ザンビアによって結成され、タンザニアのジュリウス・ニエレレが議長を務め[3]、1979年のアルーシャの会議でローデシアや南アフリカ共和国からの経済的な自立を目指した南部アフリカ開発調整会議（SADCC）の設立が決定される[4]。
- 1980年、SADCCがザンビアのルサカで創設[4]。
- 1992年、共同市場を目指した南部アフリカ開発共同体（SADC）に改組。
- 1996年、地域の安全保障問題を討議する。

## 今後の予定
2010年までに関税同盟を確立、2018年までに共通通貨の導入を目指すとされる。

## 加盟国
現在、16カ国が加盟している。
- ザンビア（1975年加盟）
- タンザニア（1975年加盟）
- ボツワナ（1975年加盟）
- モザンビーク（1975年加盟）
- アンゴラ（1975年加盟）
- レソト（1980年加盟）
- マラウイ（1980年加盟）
- エスワティニ（1980年加盟、旧国名スワジランド）
- ジンバブエ（1980年加盟）
- ナミビア（1990年加盟）
- 南アフリカ共和国（1994年加盟）
- モーリシャス（1996年加盟）
- セーシェル（1997年加盟）
- コンゴ民主共和国（1997年加盟）
- マダガスカル（2014年加盟）
- コモロ（2017年加盟）